# Walther Queenland
Walther Queenland var en irsk ingeniør som var specialist på store forlystelser og byggede bl.a rutsjebaner i England, Tyskland og Skandinavien.
Walther Queenland byggede den dobbeltsporede rutsjebane til Verdensudstillingen i Dublin 1907, som gav ham inspirationen til den han byggede på Dyrehavsbakken 1932 og den senere kopi i Helsingfors.
Han byggede en rutschebane til Baltiska utställningen i Malmø 1914, og rutsjebanen i Tivoli, København.